# Temple Saint-Martin de Montbéliard
Pour les articles homonymes, voir Saint-Martin.
Le temple Saint-Martin de Montbéliard est un édifice religieux  luthérien situé à Montbéliard, dans le Doubs. Il est rattaché à l'Église protestante unie de France.

## Histoire
|  |  |

Une église catholique Saint-Martin est déjà mentionnée dès 1343.
En 1524, le réformateur Guillaume Farel prêche la réforme protestante à Montbéliard. La ville et les ducs de Montbéliard vont embrasser la réforme luthérienne. La principauté de Montbéliard devient une enclave protestante, encerclée par des régions catholiques, et devient alors un refuge pour les protestants en quête de liberté religieuse. L'église Saint-Martin passe alors au culte réformé en 1536.
Cette croissance démographique de la fin du XVe siècle poussa le prince Frédéric Ier de Montbéliard à construire un nouveau lieu de culte consacré au culte luthérien. Il fait appel à Heinrich Schickhardt, un architecte connu dans le duché de Wurtemberg, et en 1601 est posée la première pierre en lieu et place de l'ancien lieu de culte. La charpente sera achevée en 1604 et l'édifice sera définitivement achevé en 1607.
En 1677, l'armée française investit Montbéliard rasant certains édifices militaires (Citadelle de Montbéliard, Fort le Chat). Louis XIV impose le culte catholique et pour ce faire, décide de raser les lieux de culte non-catholique. Les habitants de la ville construisent alors un clocher et transforment le temple en église,.
En 1684, construction d'une tribune qui accueillera plus tard l'orgue. L'orgue, construit en 1755 et rénové en 1843 est placé à l'intérieur du temple sur la tribune,.
Le temple est classé aux monuments historiques le 1er avril 1963. Le temple est restauré en 1991 et la toiture en 2007.

## Structure et dimensions

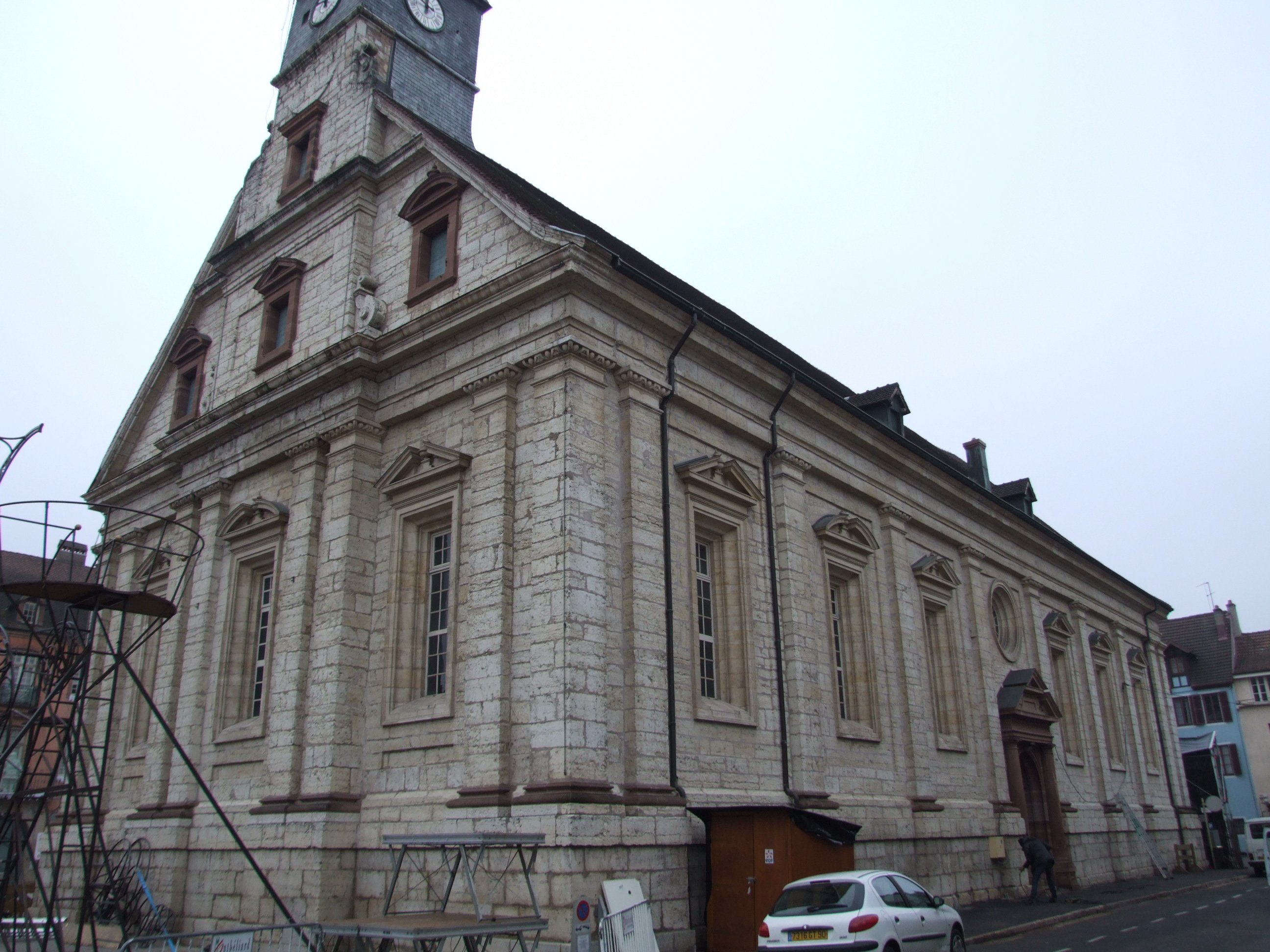
Vue des façades

Le bâtiment est construit en calcaire blanc du Jura rehaussé de grès rose d'Alsace et de style renaissance.
Le temple se compose seulement d'une grande pièce rectangulaire, sans chœur ni absides typiques de la Réforme protestante. Les vitraux sont remplacés par des fenêtres laissant passer la lumière du jour.
L'édifice mesure 37 m sur sa longueur, 16 m sur sa largeur et 11 m de hauteur au plafond, plafond uniquement soutenu par la charpente. C'est la plus grande et ancienne église de l'église évangélique luthérienne de France, de style Renaissance du XVIIe siècle. Cependant, il existe en Alsace-Moselle des églises luthériennes plus anciennes[réf. souhaitée].

## Éléments architecturaux
L'architecture extérieure laisse place à des éléments Renaissance italienne dans un style épuré rappelant l'antiquité. L'ensemble des façades est rythmé par trente quatre pilastres qui délimitent sept travées dans la longueur et trois dans la largeur.
Les fenêtres et les portails sont surmontés de frontons triangulaires. Les portails sont, en outre, surmontés d'un oculus.

## Éléments mobiliers remarquables
- L'orgue de tribune construit en 1755 par Jean Louis Perny et rénové en 1843 par Joseph Callinet comporte deux claviers manuels et un pédalier et il est classé à titre objet aux monuments historiques depuis le 13 juin 1978[12],[13]. Cet instrument a été restauré entre 1985 et 1989 par le facteur Alain Sals sous l'impulsion des Amis de l'Orgue de Saint-Martin. Un positif de dos a été ajouté. Il possède désormais trois claviers et un pédalier.

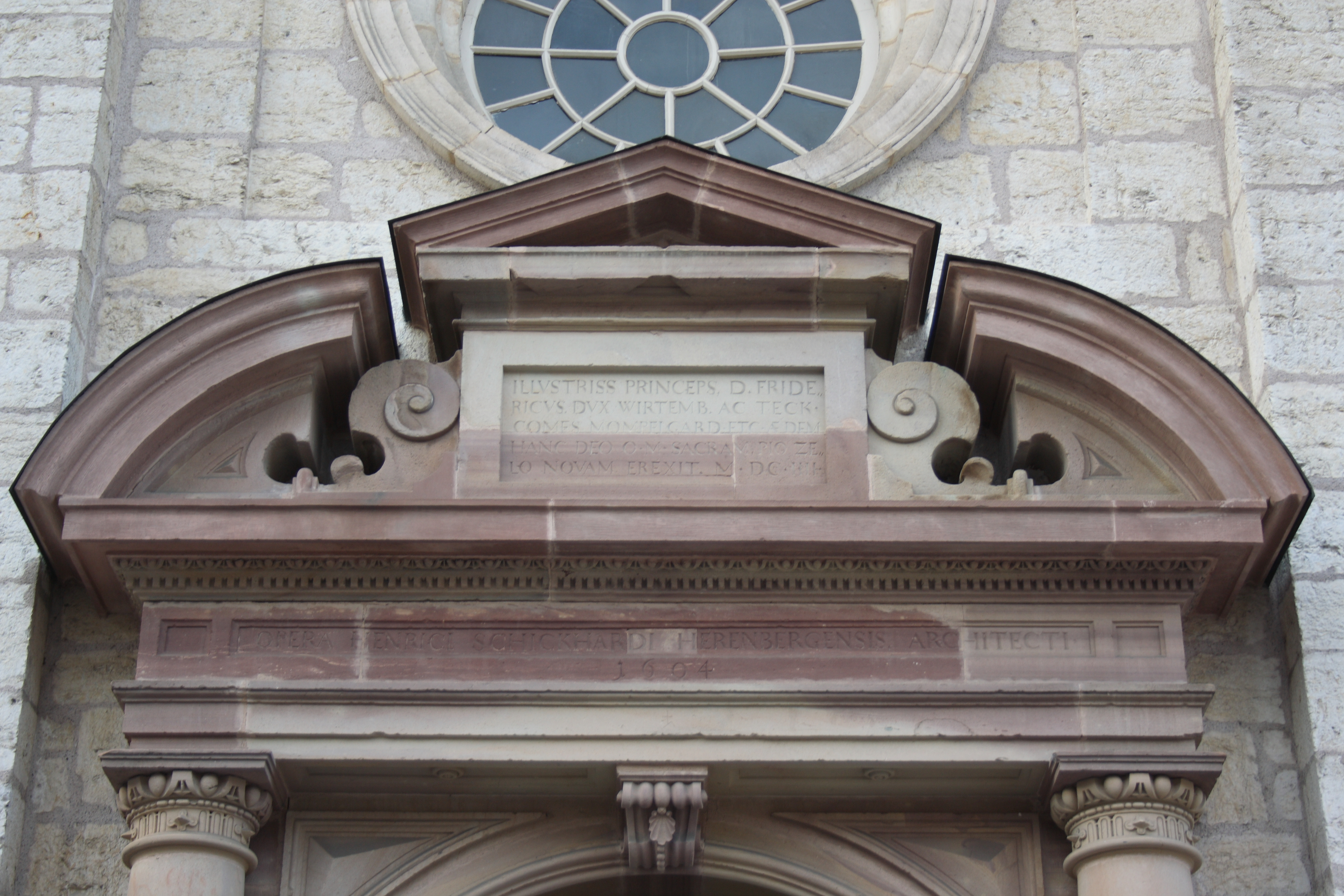
La plaque commémorative de 1607

- L'autel du XIXe siècle en bois peint doré qui fait l'objet d'un classement à titre objet aux monuments historiques depuis le 13 février 1978[14].
- Le Bon Pasteur est une peinture peinte au XVIIe siècle sur les plafonds de l'édifice, classé à titre objet aux monuments historiques depuis le 10 mai 1928[15].

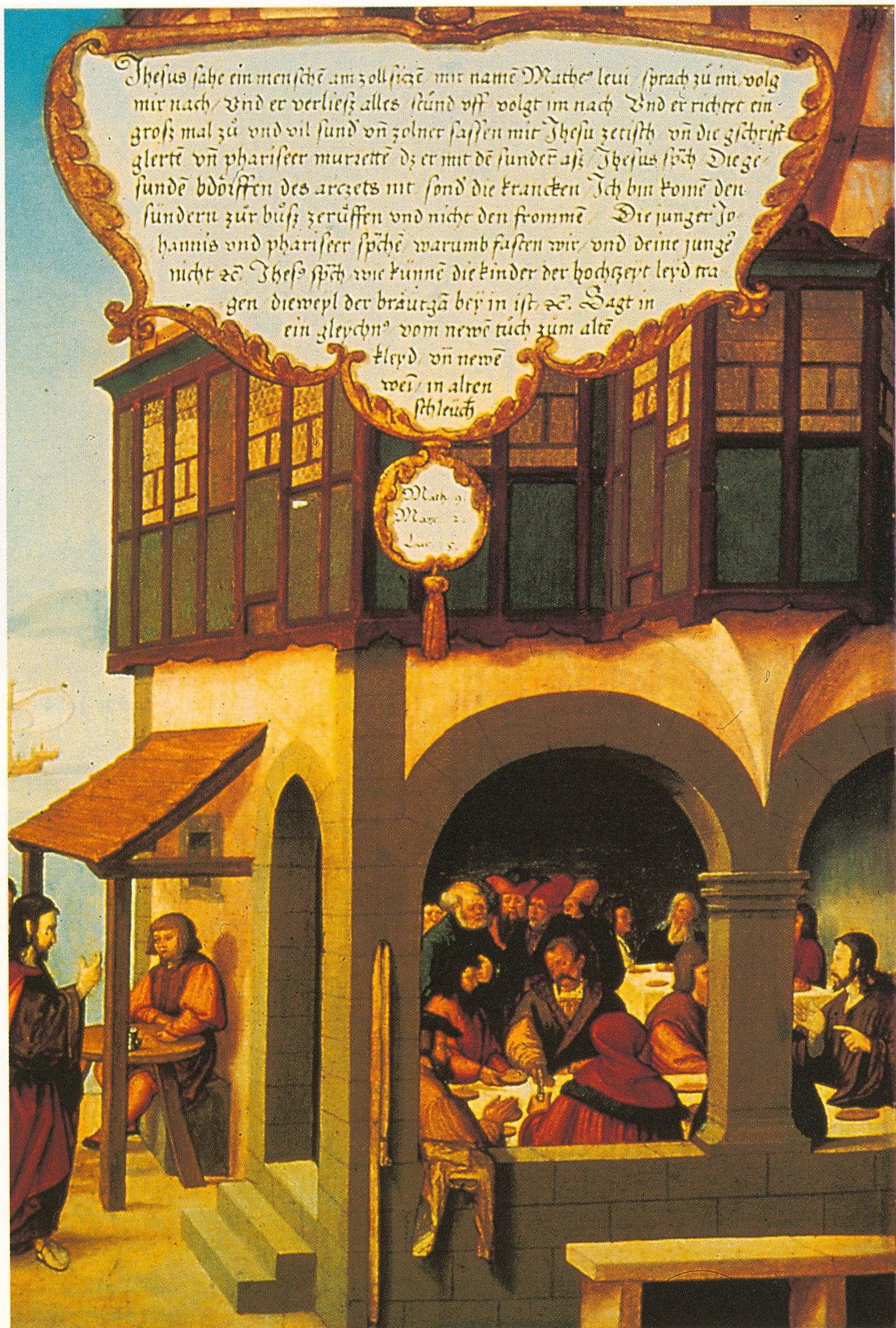
Détail du retable : la vocation de Matthieu, v. 1540.

- Les sculptures des vantaux de la porte principales réalisées dans le deuxième quart du XVIIIe siècle par Friedrich Megnin sont également classées à titre objet aux monuments historiques depuis le 10 mai 1928[16].
- La plaque commémorative dite inscription de Fondation pour le prince Frédéric, duc de Wurtemberg est une dédicace en latin apposée le 18 octobre 1607[4] classé à titre objet aux monuments historiques depuis le 10 mai 1928[17] dont le texte est :

« Illustriss. Princeps D. Fredericus Dux. Virtemb. Ac. [?] comes [?] Adem. hanc Deo O M Sacram pro zelo novam erexit MDCIIII Opera Henrici Schickardi Heren [?]gensis architecti. »

Qui peut être traduit par

« Le très illustre prince Frédéric, duc de Wurtemberg et de Teck, comte de Montbéliard etc.
a élevé par son pieux zèle ce temple nouveau consacré à Dieu très bon et très grand. MDCIIII Œuvre de l'architecte d'Herrenberg Heinrich Schickhardt 1604 »

- Le Retable de Montbéliard (Mömpelgarder Altar, en allemand), commandé en 1538 par le comte Georges Ier de Wurtemberg-Montbéliard et réalisé notamment par l'artiste allemand Heinrich Füllmaurer et pillé pendant la guerre de Trente Ans, se trouve aujourd'hui au musée d'Histoire de l'art de Vienne. Depuis juin 2016, une copie est exposée au Temple[18].

## Autres utilisations
Dès 1615, l'espace sous la charpente sert de grenier à grain.
Durant la Révolution française, le temple devient Temple de la Raison.
L'édifice sert de dépôt de vivres durant la guerre de 1870-71.
Entre 1914 et 1921, le temple sert de magasin à farine.

## Intégration dans la ville
Du fait de sa position centrale du centre-ville historique de Montbéliard, le temple a été un lien social important pour la population.
Il fait face à d'autres bâtiments historiques de la ville tels que l'Hôtel de ville de Montbéliard et le Théâtre de Montbéliard.
De nos jours, le temple se situe au centre du marché de Noël de Montbéliard, y donnant une touche pittoresque.

## Galerie

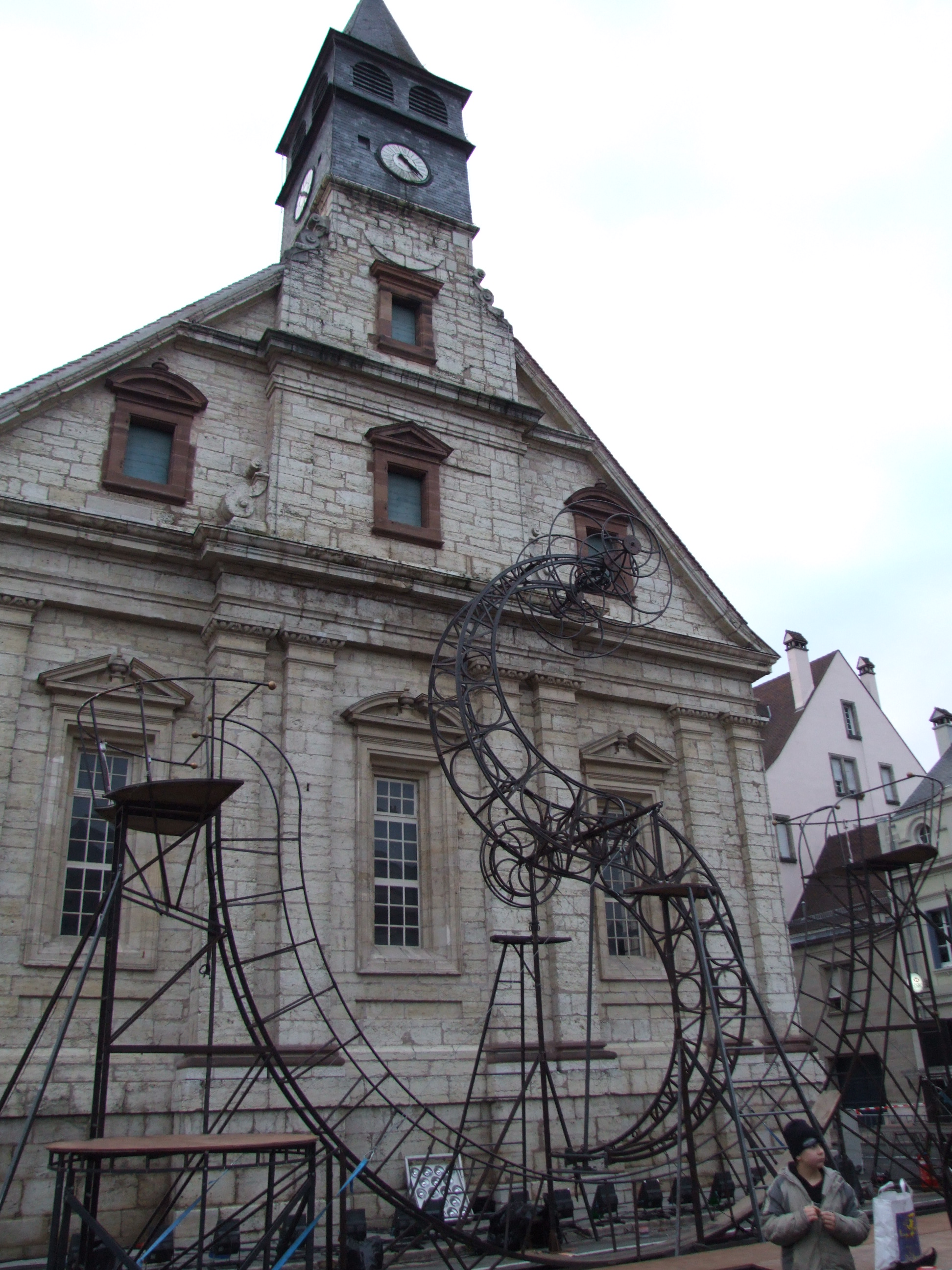
Vue de la place Saint-Martin à Montbéliard
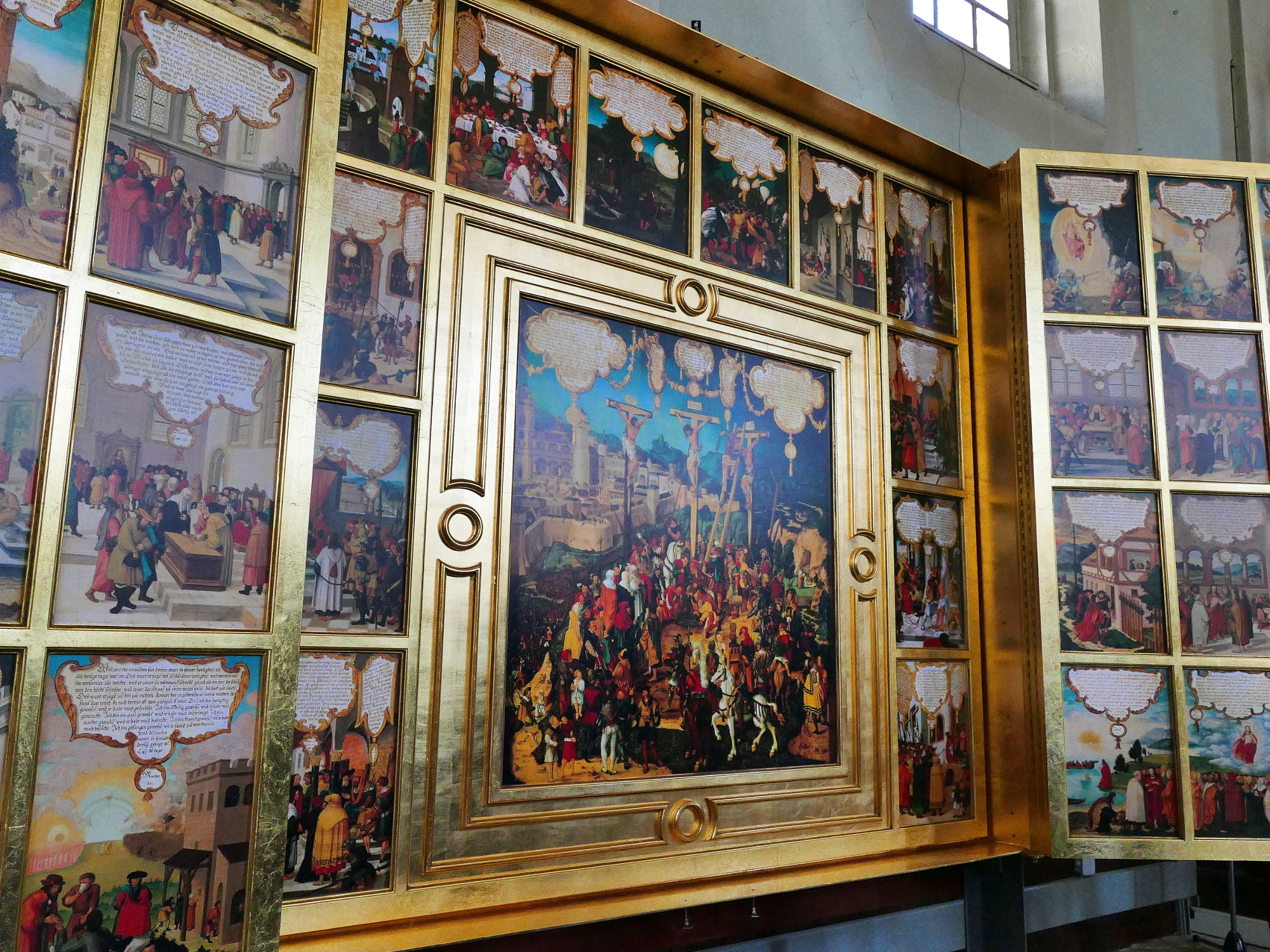
Copie du Retable de Montbéliard, exposée au temple Saint-Martin depuis juin 2016.
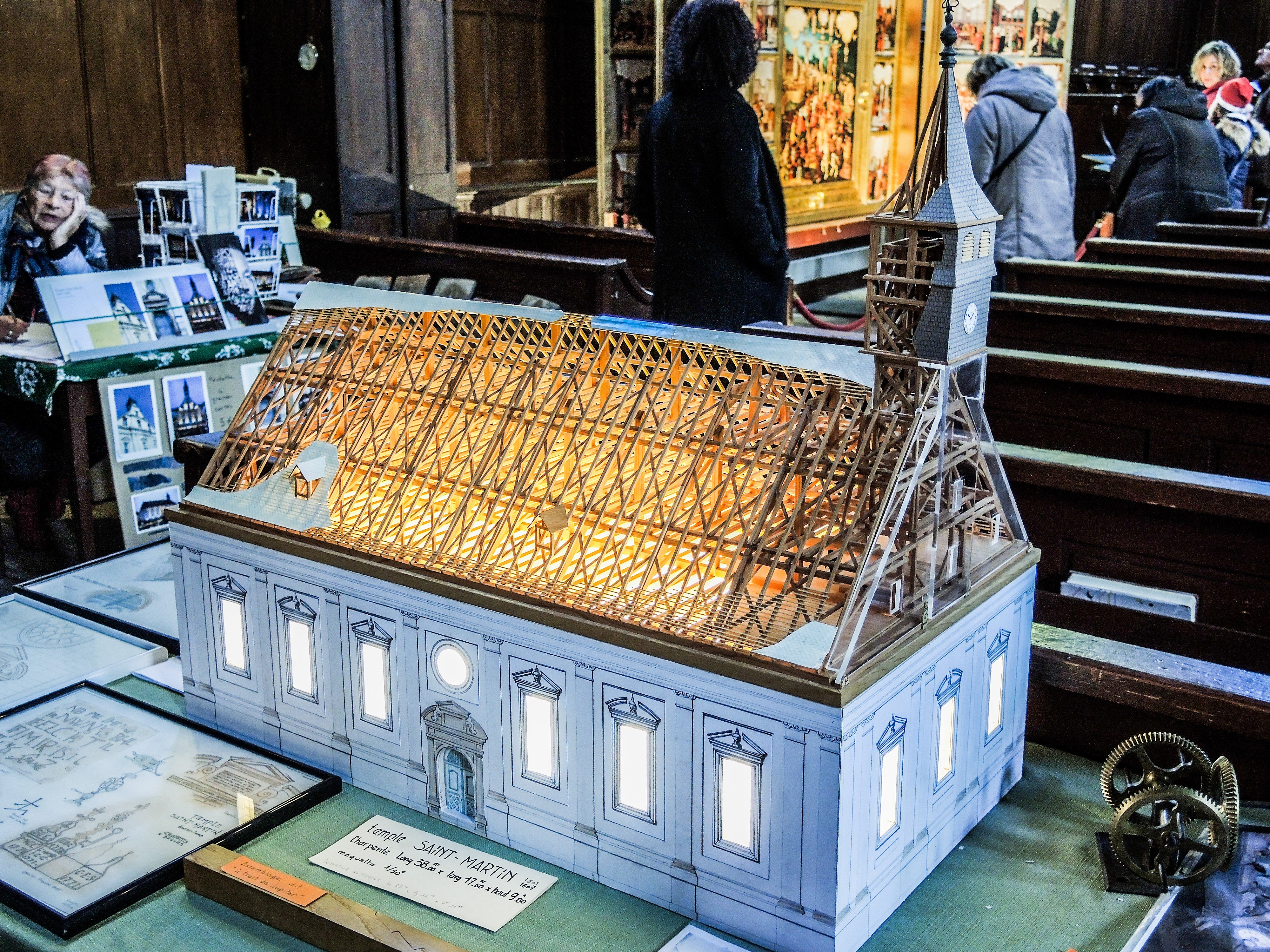
Maquette
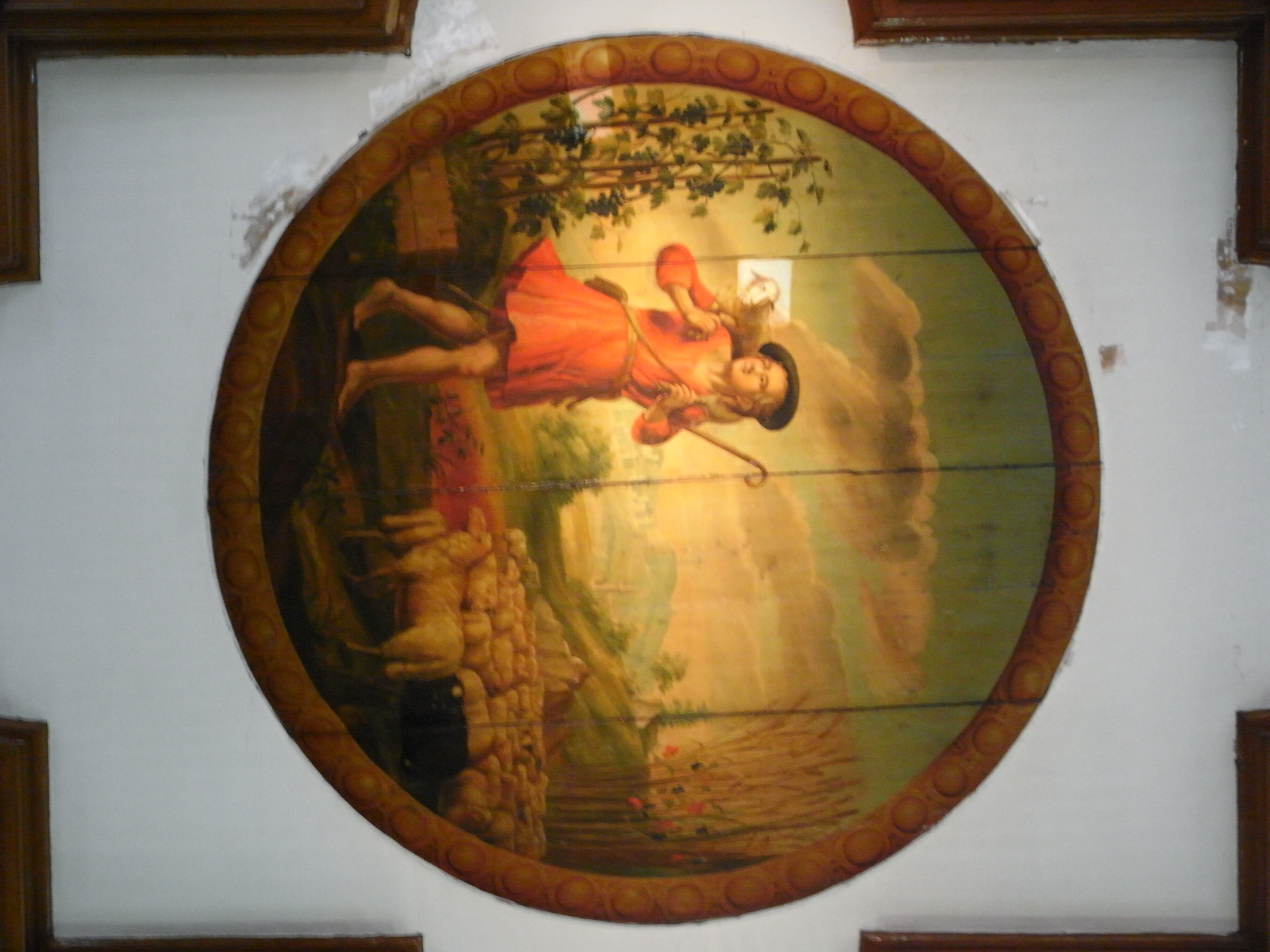
Peinture du plafond : le Bon Pasteur.
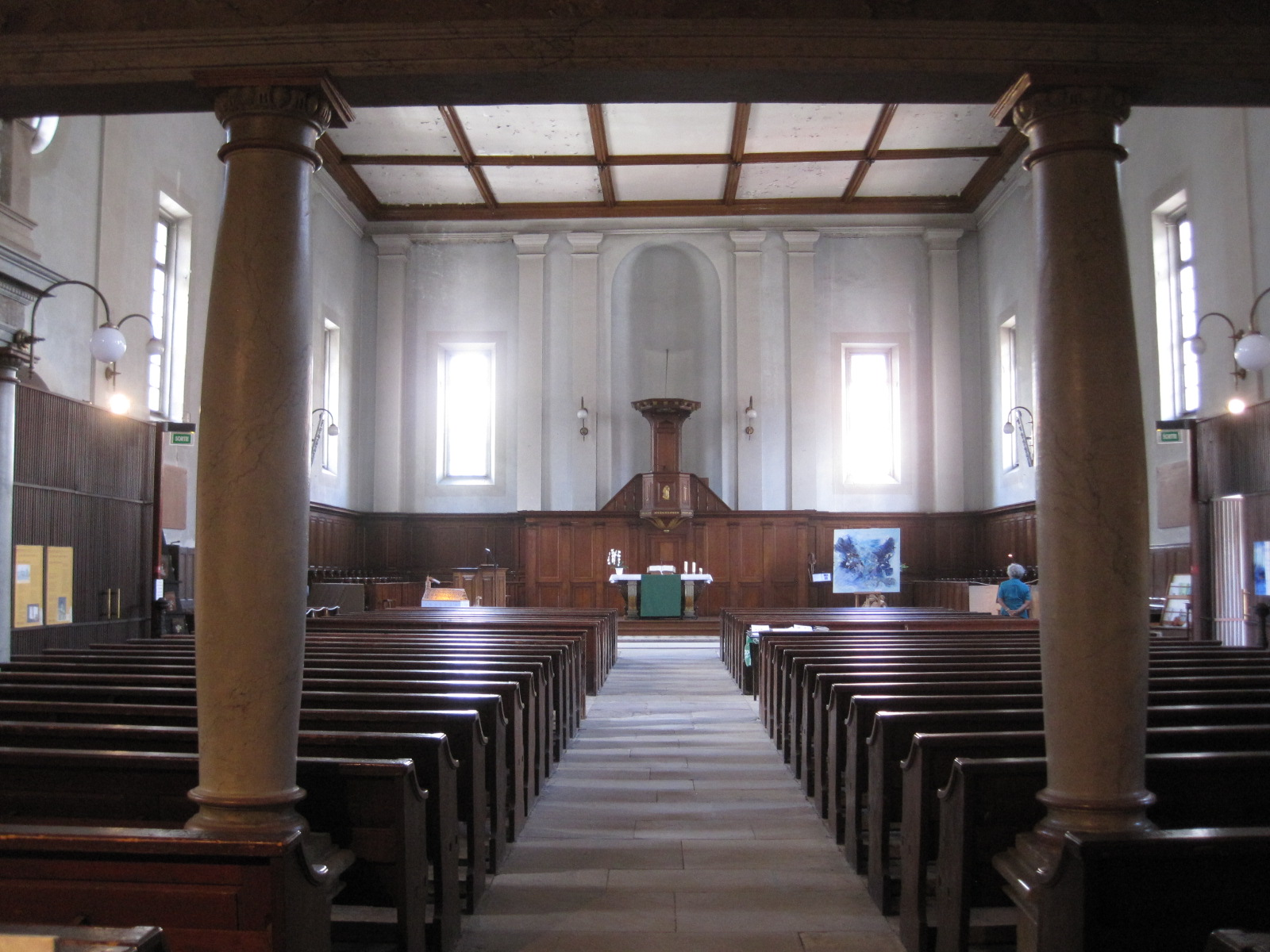
Nef
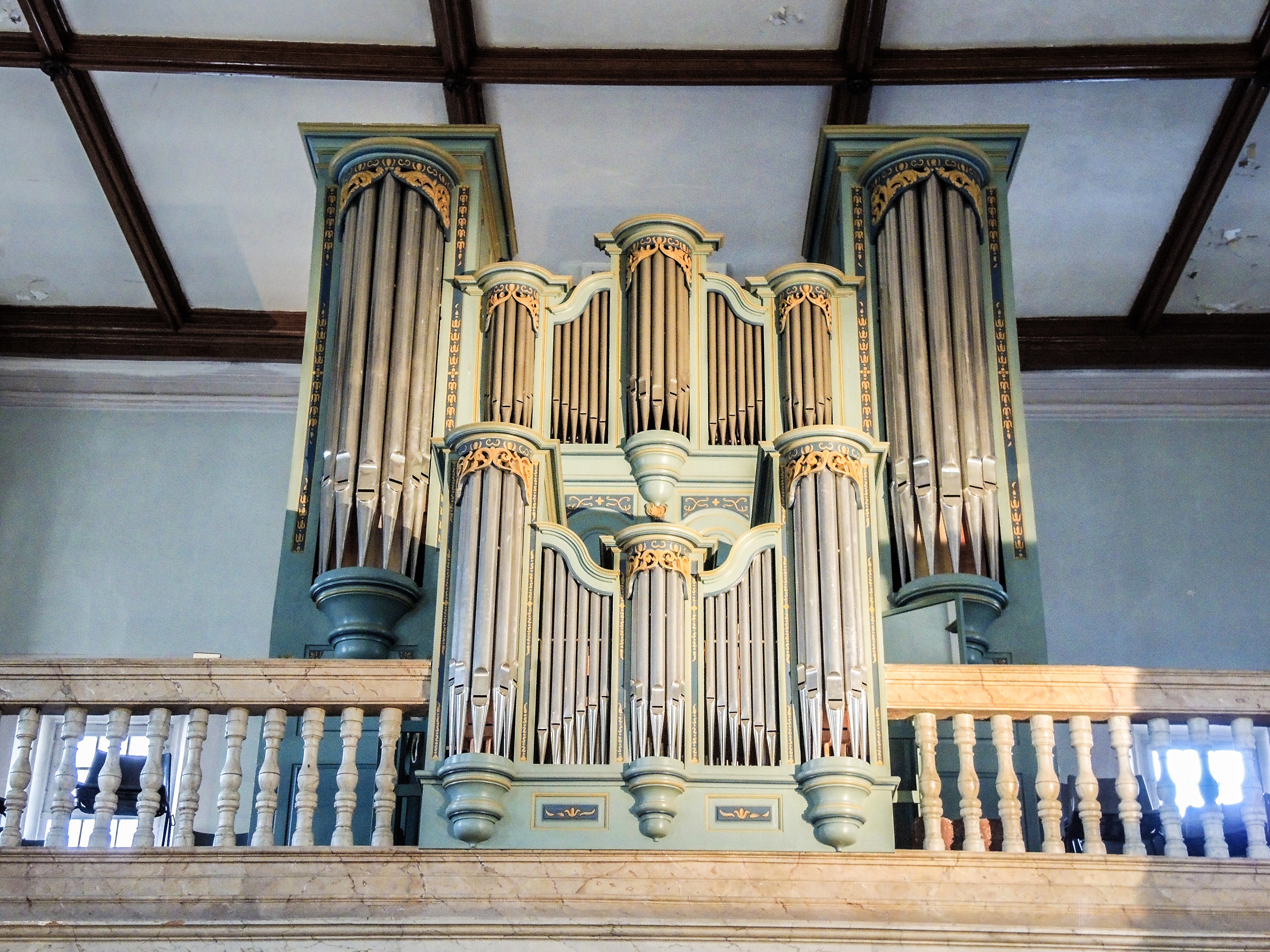
Orgue
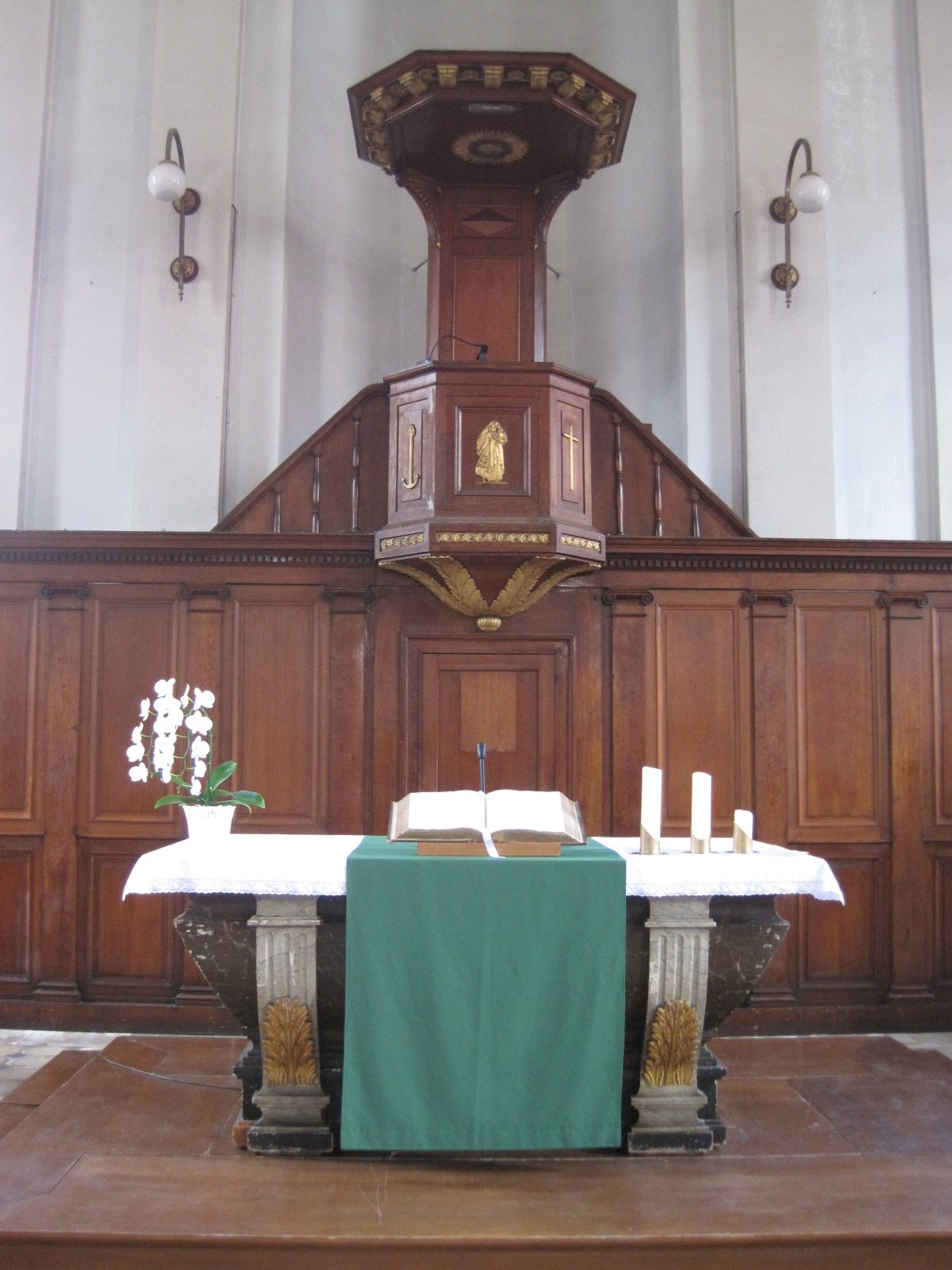
Autel
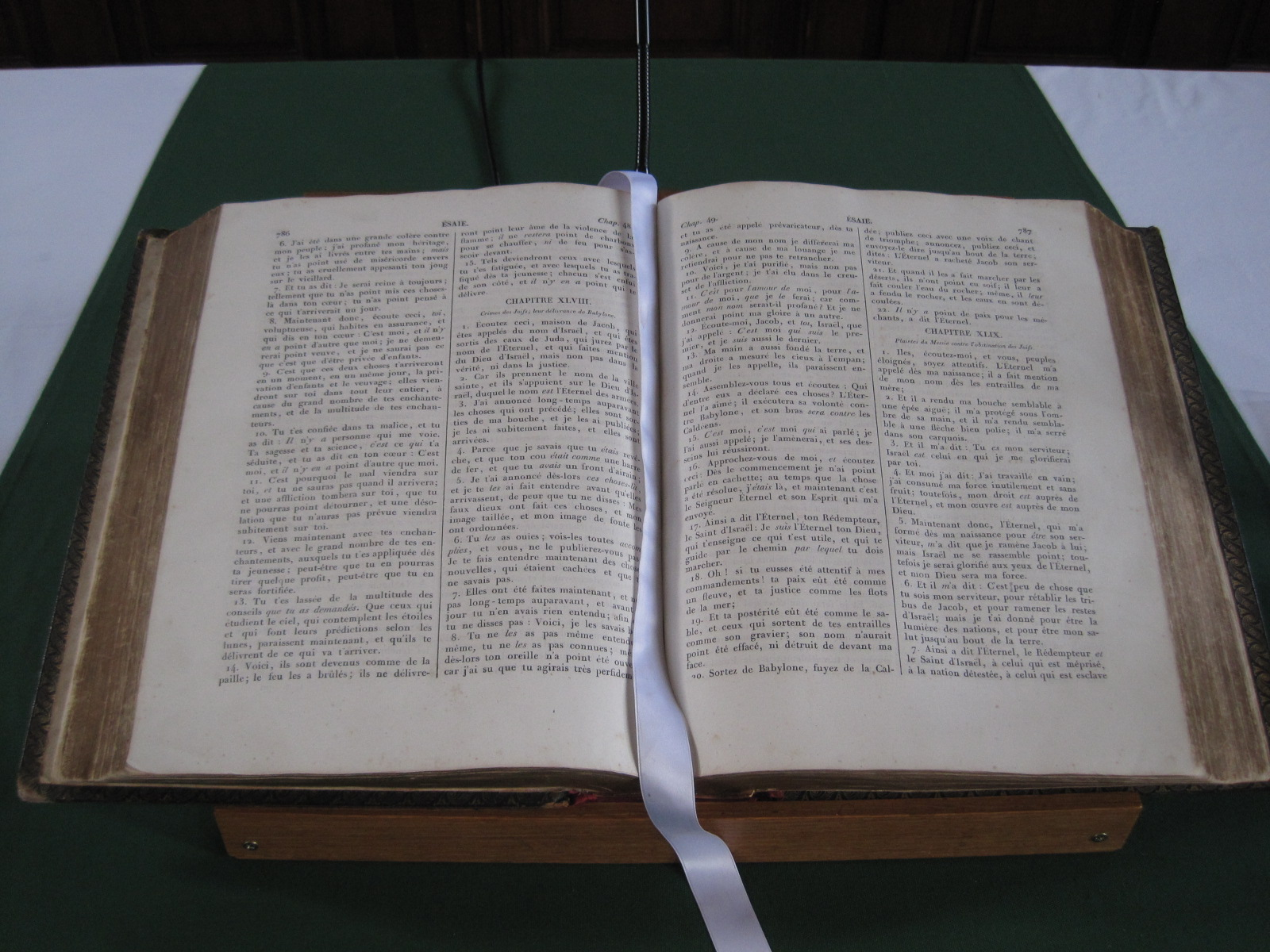
Bible